# Chasmoptera superba
Chasmoptera superba är en insektsart som beskrevs av Tillyard 1925. Chasmoptera superba ingår i släktet Chasmoptera och familjen Nemopteridae. Inga underarter finns listade i Catalogue of Life.